# 茹伊勒沙泰勒
茹伊勒沙泰勒（法語：Jouy-le-Châtel，法語發音：[ʒwi lə ʃatɛl] ⓘ）是法国塞纳-马恩省的一个市镇，属于普罗万区。

## 地理
茹伊勒沙泰勒（48°39'55"N, 3°7'42"E）面积37.68 平方千米，位于法国法蘭西島大區塞纳-马恩省，该省份为法国北部内陆省份，北起瓦兹省，西接埃松省、马恩河谷省、塞纳-圣但尼省和瓦兹河谷省，南至卢瓦雷省，东南接约讷省，东临马恩省和奥布省，东北接埃纳省。
与茹伊勒沙泰勒接壤的市镇（或旧市镇、城区）包括：阿米伊、佩西、布里地区圣瑞斯特、布里地区沃杜瓦、巴诺-维勒加尼翁、达尼、舍努瓦斯-屈沙尔穆瓦。

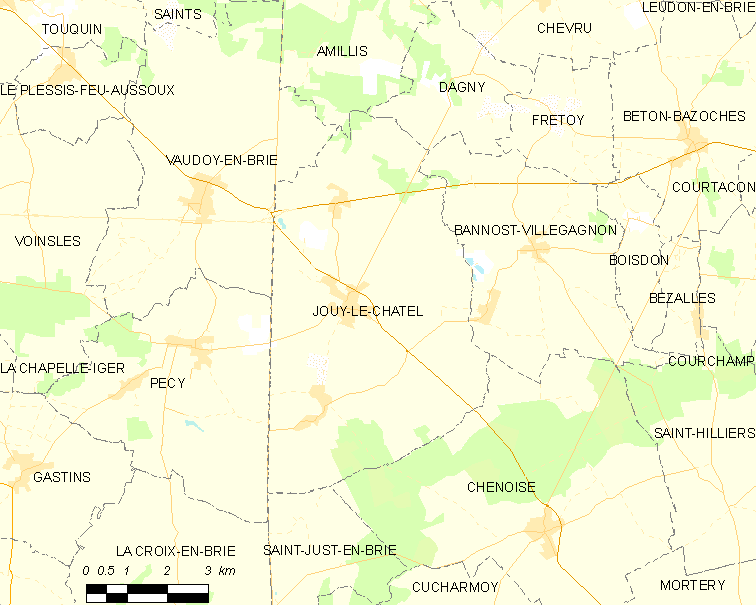
茹伊勒沙泰勒的OSM定位图

茹伊勒沙泰勒的时区为UTC+01:00、UTC+02:00（夏令时）。

## 行政
茹伊勒沙泰勒的邮政编码为77970，INSEE市镇编码为77239。

## 政治
茹伊勒沙泰勒所属的省级选区为普罗万县。

## 人口

1962-2008年间茹伊勒沙泰勒人口变化图示

茹伊勒沙泰勒于2022年1月1日时的人口数量为1581人。